# Khai báo (khoa học máy tính)
Trong lập trình máy tính, khai báo (tiếng Anh: declaration) là một cấu trúc ngôn ngữ đặc tả các đặc tính của một định danh: nó công bố một từ (định danh) "có nghĩa là gì. Các khai báo thường được sử dụng cho hàm, biến, hằng số, và lớp, nhưng cũng có thể được dùng cho các thực thể khác như kiểu liệt kê và định nghĩa kiểu. Ngoài tên (chính là định danh) và kiểu thực thể (hàm, biến,...), khai báo thường đặc tả kiểu dữ liệu (cho biến và hằng số), hay chữ ký kiểu (cho hàm); kiểu có thể kèm theo kích thước, ví dụ như cho mảng. Một khai báo được sử dụng để thông báo về sự tồn tại của thực thể tới trình biên dịch; điều này rất quan trọng trong các ngôn ngữ kiểu chặt vốn yêu cầu hàm, biến và hằng số và các kiểu của nó phải được đặc tả trước khi sử dụng, và được sử dụng trong tiền khai báo. Thuật ngữ "khai báo" (declaration) thường tương phản với thuật ngữ "định nghĩa" (definition), nhưng nghĩa và cách dùng thay đổi đáng kể tùy theo ngôn ngữ; xem thêm chi tiết ở bên dưới.